# Martinet fuligineux
Cypseloides fumigatus
Espèce
Statut de conservation UICN

 LC  : Préoccupation mineure
Le Martinet fuligineux (Cypseloides fumigatus) est une espèce d'oiseaux de la famille des Apodidae.

## Répartition
Cet oiseau vit en Argentine, en Bolivie, au Brésil et au Paraguay.

## Habitat
Son habitat naturel est les forêts tempérées, les forêts subtropicales ou tropicales humides en plaine, les montagnes humides subtropicales ou tropicales et les forêts fortement dégradées.